# Stephanie Gatschet
Stephanie Gatschet (Filadelfia, 16 marzo 1983) è un'attrice statunitense.
Nota in Italia per aver interpretato dal 2002 al 2007 Tammy Winslow nella celebre soap opera statunitense "Sentieri" (Guiding Light).